# Chato

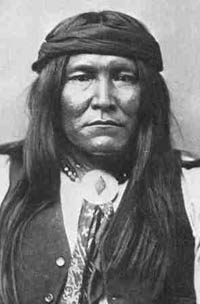
Chatto

Mahtank, besser bekannt als Chato, Chaddo, auch Alfred Chato oder Chatto (* um 1860; † 1934), war ein Anführer der Chiricahua-Apachen.
Verärgert über die US-Politik verließ Chato zusammen mit Geronimo 1881 die San-Carlos-Reservation im heutigen New Mexico und begab sich in die Sierra-Madre-Region nach Mexiko. Chato und Geronimo kamen sporadisch in die USA zurück und verübten dabei mehrere Raubzüge. Im März 1883 auf dem Weg zurück nach Mexiko töteten die Apachen unter Chato und Benito mehrere weiße Amerikaner. Im Februar 1884 wurde Chato mit etwa sechzig Indianern gezwungen, sich zu ergeben. Einen Monat später kapitulierte auch Geronimo. 1885 verließ Geronimo wiederum die San-Carlos-Reservation. Chato folgte ihm und versuchte erfolglos, ihn zur Rückkehr zu bewegen. Ab 1886 diente er als Späher unter General George Crook in der US-Armee, wo er sich im Aufspüren von Geronimo hervortat. Er wurde allerdings später mit den Apachen, die er selbst aufgespürt hatte, in Fort Marion (Florida) ins Gefängnis gesperrt. Seine Kinder wurden gezwungen, in die Carlisle Indian School zu gehen, wo sie kurz darauf starben. Ab 1913 lebte er in der Mescalero-Apache-Reservation in New Mexico, wo er 1934 bei einem Autounfall ums Leben kam.